# Сапейская династия
Сапейская династия (или «Династия Рескупорида») — династия правителей древнефракийского племени сапеев, распространивших в I веке до н. э. свою власть на всю Фракию и правивших до образования римской провинции Фракия в 46 году. Представители династии ориентировались в своей политике на Рим и считались его союзниками. Около 11 года до н. э. правитель сапеев Реметалк I получил от Октавиана Августа титул царя Фракии.

## Происхождение
Сапеи как племенная общность упоминаются в источниках с V века до н. э., однако активную роль на исторической сцене начинают играть лишь в позднеэллинистическую эпоху с первой четверти II века до н. э. Историческим ядром сапейских владений была область РодопденешниеБолгари. Первым царём сапеев, сведения о котором сохранились в трудах античных авторов, был Абруполис, который после смерти македонского царя Филиппа V (ум. 179 г. до н. э.) начал неудачную войну с его преемником Персеем. Сапейским царём, возможно, был и Барсабас (Барсаб), согласно Диодору, оказавший военную помощь Андриску в 149 году до н. э. и последовавший за ним со своим войском в Македонию. Со 2-й половины II до 1-й половины I века до н. э. сапеи и их цари практически не упоминаются в источниках. Возможно, сапейским царём был упомянутый Диодором Котис, который выступил на помощь римскому проконсулу Македонии (вероятно, Гаю Сенцию Сатурнину) для предотвращения мятежа накануне Первой Митридатовой войны (89—85 гг. до н. э.).
В двух надписях с Тасоса, датированных периодом проконсульства Гнея Корнелия Долабеллы (81—78 гг. до н. э.), упоминаются фракийские династы Реметалк (Ройметалк), Абруполис и Тиута — имена первых двух традиционно носили сапейские правители. В период проконсульства в Македонии Луция Кальпурния Пизона (57—55 гг. до н. э.) в источниках фигурирует некий фракийский царь Котис, который согласно обвинениям Цицерона вручил Пизону огромную по тем временам взятку в 300 талантов серебра. Возможно, этот Котис был сапейским царём, который за указанную взятку вернул под контроль сапеев исторически принадлежавшие им районы на побережье Фракийского моря. Марк Туллий Цицерон в своей обвинительной речи против проконсула Пизона (55 год до н. э.) упоминает об ожесточённой борьбе указанного царя Котиса с династом бессов Рабокентом, в результате которой последний был убит вместе со всей своей свитой, что свидетельствует о том, что владения Котиса соседствовали с землями бессов. Не исключено, однако, что фигурантом данных событий был не сапейский, а астейский царь Котис, сын Садала I, современник проконсула Пизона.

## Возвышение
Возвышение Сапейской династии происходило параллельно с усилением военно-политической активности Рима на территории Фракии во 2-й половине I века до н. э. Согласно «Римской истории» Аппиана, незадолго до битвы при Филиппах (42 г. до н. э.) цари сапеев и карпилов, братья-соправители, Рескупорид I и Раскос, сыновья сапейского царя Котиса I, направились каждый в один из противоборствующих римских военных лагерей — Рескупорид прибыл в лагерь Брута и Кассия, Раскос — в лагерь второго триумвирата. После поражения Брута и Кассия при Филиппах Раскос сумел выхлопотал прощение для своего брата Рескупорида, продолжив вместе с ним править сапейскими землями в качестве союзника Рима. Упоминание этого Рескупорида и его сына Котиса II содержится в посвятительных надписях, найденных в афинском Акрополе: в надписи IG III 552 (IG II/III2 3442) указан «царь Рескупорид, сын Котиса» (хотя возможно, что надпись эта посвящена сапейскому царевичу Рескупориду, погибшему во время восстания бессов между 15 и 11 годами до н. э.), а надпись IG III 553 (IG II/III2 3443) содержит посвящение его сыну "царю Котису, сыну царя Рескупорида, " от афинского народа «за его добрые заслуги и благосклонность»). Кроме того, по мнению болгарского фраколога Петра Делева, Рескупорид упоминается Юлием Цезарем среди участников битвы при Фарсале (48 г. до н. э.).
Во 2-й половине I века до н. э. Сапейская династия распространила свою власть на большинство территорий Фракии, вытеснив Астейскую династию из её политического центра — города Визий (Бизий) (последнее событие в современной литературе является предметом дискуссий). По мнению П. Делева, окончательное отстранение Астейской династии от власти было осуществлено по указанию Цезаря Октавиана после битвы при Акциуме (31 год до н. э.), когда, согласно Диону Кассию, Октавиан сверг с престола воевавших против него царей и заменил их своими сторонниками, а других царей лишил существенной части владений. Поскольку астейско-одрисский царь Фракии Садал II выступил на стороне Марка Антония, он также был лишён власти, а его владения Октавиан передал Сапейской династии в лице Котиса II, сына царя Рескупорида I. По имени последнего династию иногда называют «династией Рескупорида».
О правлении царя Котиса II, сына Рескупорида, не сохранилось упоминаний в письменных источниках и его трудно датировать на основании эпиграфических и нумизматических данных. Котис унаследовал власть над сапеями от своего отца, по-видимому, между 42 и 31 годами до н. э. Неизвестно также, когда его правление закончилось. Следующее по времени сообщение о сапейских правителях относится к известному отрывку из «Римской истории» Диона Кассия, согласно которому около 19 года до н. э. проконсул Македонии Марк Лоллий во Фракии успешно сражался с бессами, помогая Реметалку, «дяде и опекуну сыновей Котиса». В другом отрывке Дион Кассий описывает события, связанные с восстанием бессов во главе со жрецом Вологезом, произошедшим несколько лет спустя. Здесь Дион Кассий поминает одного из сыновей Котиса — царевича Рескупорида, который был побеждён и погиб в битве с бессами в то время как его «дядя и опекун» Реметалк бежал в Херсонес Фракийский, напуганный магическими способностями Вологеза. Количество и судьба других детей Котиса неизвестны, но после этих событий Реметалк, судя по всему, распространил свою власть на область Визия (Бизия).